# 京東健康
京東健康（港交所：6618、港交所：86618（人民幣結算））是從京東分拆的網上醫療企業，是中國大陸網上醫療平台

## 历史
於2018年11月30日在開曼群島注冊成立。2020年12月8日於香港交易所挂牌上市，招股價70.58港元，集資269.6億港元，是該年繼螞蟻集團後集資最多的新股（但螞蟻集團其後暫緩上市計劃）。它在首日掛牌收市報110港元，較招股價升56%，成交達160億港元，以每手50股計，抽中京東健康每手帳面賺1971港元。
恆指服務公司在2020年12月22日起，快速把京東健康納入為恆生國企指數、恆生科技指數及恆生綜合指數的成分股，其中其比重在恆生科技指數的比重跟「ATMX」股份看齊，同為8%。
2021年2月17日京東健康收市價是$172.7，但之後的交易日股價不斷下跌，不斷刷新最低價位.